# Bandera de Nova Rússia
La bandera de Nova Rússia és un dels símbols de Nova Rússia — una confederació de les repúbliques populars amb reconeixement limitat de Donetsk i de Luhansk.
El 22 d'agost de 2014 la comissió de simbolisme va presentar 2 projectes de llei al parlament de Nova Rússia que havíen de decidir quina seria la bandera oficial del país. Segons el primer projecte, la bandera de les forces armades també havia de ser la bandera estatal. Segons el segon projecte la bandera estatal havia de ser diferent de la militar, i es va proposar la mateixa bandera que la que s'emprava a l'Imperi Rus del 23 de juny de 1858 i fins l'11 de maig de 1896.

## Descripció

### Variant blanca-groga-negra

Bandera d'escut de l'Imperi Rus

Un dels projectes de la bandera nacional de Nova Rússia (blanc-groc-negre) era d'utilitzar la bandera amb tres franges horitzontals d'igual amplada: el color blanc a dalt, el groc (daurat) al mig i el negre a baix.
Els colors de la bandera s'assemblen amb la bandera d'escut de l'Imperi Rus, que també es creu que era la bandera de la dinastia Romànov. D'aquesta manera, segons els desenvolupadors de la bandera blanca-groga-negra, aquesta bandera està estríctament lligada amb la Nova Rússia, ja que la creació i el desenvolupament de la Gubèrnia de Nova Rússia estan lligats exàctament amb l'època de la dinastia Romànov.
A més de la interpretació oficial dels colors de la bandera, la comissió de simbolisme va proposar introduir, a més, una interpretació no oficial: el blanc és el color de la puresa de les idees i pensaments, el groc és el color dels camps daurats de la Luhànxina, el negre és el color de les mines del Donbàs.

### Bandera de les Forces Armades

L'opció d'un militar de la bandera

El 13 d'agost de 2014 juntament amb la bandera nacional, la comissió de simbolisme de Nova Rússia va presentar la bandera de les Forces Armades de Nova Rússia — una bandera de color vermell amb el color blau i blanc per sobre. Els creadors d'aquesta bandera van remarcar que és el fruit de la fusió de la bandera de la Victòria amb la bandera de la Marina Russa. A més, les banderes de color vermell, vermell fosc i gerd varen ser utilitzades pels cosacs de Zaporíjia. Creu blava de Sant Andreu sobre fons blanc és la bandera de l'Armada Russa.
El 22 d'agost de 2014 el parlament de Nova Rússia va aprovar aquesta bandera com a nacional.

## Banderes similars
Una bandera similar teníen els Estats Confederats d'Amèrica, en la qual a més de les franges blaves hi havíen estrelles. Un element similar també està present en la bandera de l'estat de Mississipi, EUA. També trobem una bandera similar, tot i que els colors són diferent, als vaixells del Servei fronterer rus.

La «bandera confederada» dels ECA és una mescla de la bandera de guerra i l'ensenya naval)
La bandera de la Petita Rússia proposada a finals dels anys 1990
La bandera de Jack rus
Bandera naval russa